# دميانوس (بابا الإسكندرية)
دميانوس، بابا الإسكندرية وبطريرك الكرازة المرقسية للأقباط الأرثوذكس رقم 35. وأقام بطريركاً 35 سنة و11 شهرا و16 يوماً، في الفترة من أغسطس عام 569 حتى 12 يونيو عام 593 م، وتوفي.